# Viking Blood
|  | Denne artikel er oprettet af botten Steenthbot ud fra en ekstern database. Den kan derfor have sproglige fejl eller mangler. Denne skabelon kan fjernes efter kontrol af indholdet. |

Viking Blood er en dansk spillefilm fra 2019 instrueret af Uri L. Schwarz.